# Clase River
La clase River fue una clase de fragatas compuesta por 151 unidades botadas entre 1941 y 1944 para su empleo como escolta antisubmarina de los convoyes del Atlántico Norte. La mayoría sirvieron en la Marina Real Británica (RN), aunque durante la guerra también lo hicieron en otras Armadas aliadas: la Marina Real Canadiense (RCN), la Marina Real Australiana (RAN), las fuerzas navales de la Francia Libre y la Armada Real de los Países Bajos.
Los primeros pedidos se realizaron por parte de la RN en 1940, siendo bautizados los barcos con nombres de ríos del Reino Unido lo que dio origen al nombre de la clase. Las unidades construidas en Canadá fueron bautizadas con nombres de pueblos y ciudades, aunque mantuvieron el mismo nombre de clase. Originalmente fueron conocidas como "twin-screw corvette" (corbetas de doble hélice); el nombre de fragata fue sugerido por el vicealmirante Percy W. Nelles de la RCN.
Originalmente Canadá encargó en octubre de 1941 la construcción de 33 unidades. El diseño era demasiado grande para las esclusas del Canal de Lachine por lo que en lugar de construirse en los astilleros de los Grandes Lagos lo fueron en los astilleros de la costa Oeste o en el río San Lorenzo, aguas abajo de Montreal. En total Canadá encargó 70 corbetas, incluyendo 10 para la RN, de las que transfirió dos a la Armada de los Estados Unidos (USN). La RAN por su parte encargó la construcción de 12 unidades, cuatro de ellas con diseño modificado.
Tras la SGM fueron entregadas a numerosas marinas de todo el mundo. Canadá empleó varios barcos como rompeolas y una de ellas, la HMCS Stormont, fue adquirida por Aristóteles Onassis y convertida en el yate de lujo Christina O.

## Diseño
Los barcos de la clase River fueron diseñados por el ingeniero naval William Reed, de Smith's Dock Company de South Bank-on-Tees, para tener la resistencia y las capacidades antisbmarinas de las balandras de la clase Black Swan, mientras que su construcción rápida y económica permitía hacerlo en astilleros civiles con la utilización de motores alternativos en lugar de turbinas de vapor, de forma similar a como se hizo para las corbetas de la clase Flower. El objetivo era mejorar las capacidades de las escoltas de los convoyes, incluyendo la clase Flower.
Las mejoras sobre estas últimas incluyeron alojamientos más confortables. Las nuevas máquinas únicamente aumentaron la velocidad en 3 nudos (5,56 km/h) pero al aumentar el tamaño del barco pudieron instalarse depósitos de combustible mayores que incrementaron la autonomía hasta las 7.200 millas (13.330 km) a 12 nudos.
El diseño del casco sirvió de base para las unidades de la clase Tacoma del USN y las posteriores Loch y Bay de la RN.

## Armamento
La experiencia obtenida con las corbetas Flower influyó notablemente en el armamento instalado en estos nuevos barcos. Se pasó de un único cañón de 4 pulgadas (102 mm.) a dos del mismo calibre en montajes simples o doble, dependiendo del grupo de construcción y situados a proa del barco. Inicialmente 15 de las unidades de la RCN montaron una única pieza de este calibre pero todas fueron actualizadas, excepto la HMCS Valleyfield, con un montaje doble del mismo calibre.
Se añadieron un cañón de 76 mm. y 3 de  40 mm., incrementando el número de piezas Oerlikon de 20 mm. hasta llegar a las 10 en montajes simples y dobles.
En cuanto al armamento antisubmarino se incorporó un lanzador Erizo con 24 cargas, se añadieron hasta 8 morteros lanzacargas, con capacidad para lanzar hasta 14 cargas, aunque luego se montaron sólo 4 morteros que podían lanzar hasta 10 cargas, y se aumentó el número de cargas de profundidad hasta las 150 unidades.
En lo referente a sensores, las River fueron las primeras unidades dotadas de sonar activo, además del ASDIC normal, lo que permitía a los barcos mantener el contacto con los objetivos incluso mientras disparaba. Se mejoraron los equipos radiogoniométricos y de radar con lo que aumentaron las capacidades para encontrar y rastrear a los submarinos enemigos.

## Características generales
Las fragatas de la clase River mostraron diferencias en función del lugar y el año de construcción. Se pueden resumir en cinco grupos: dos para la RN, dos para la RAN y uno para la RCN.
| Características de la clase River | | | | | |
|                                   | RN | RN | RAN | RAN | RCN |
| Grupo I                           | Grupo II | Grupo I | Grupo II | | RCN |
| Desplazamiento                    | 1.390 t. 1.860 t. (plena carga) | 1.390 t. 1.860 t. (plena carga) | 1.440 t. 2.020 t. (plena carga) | 1.570 t. 2.220 t. (plena carga) | 1.468 t. 2.140 t. (plena carga) |
| Eslora                            | 86,3 m. (entre perpendiculares) 91,8 m. (máxima)                                                                                                  | 86,3 m. (entre perpendiculares) 91,8 m. (máxima)                                                                                                  | 86,3 m. (entre perpendiculares) 91,8 m. (máxima) | 86,3 m. (entre perpendiculares) 91,8 m. (máxima) | 86,3 m. (entre perpendiculares) 91,8 m. (máxima)                                                                                                  |
| Manga                             | 11,1 m. | 11,1 m. | 11,1 m. | 11,1 m. | 11,1 m. |
| Calado                            | 2,7 m. 4,0 m. (plena carga) | 2,7 m. 4,0 m. (plena carga) | 2,7 m. 4,0 m. (plena carga) | 2,7 m. 4,0 m. (plena carga) | 2,7 m. 4,0 m. (plena carga) |
| Propulsión                        | 2 calderas Admiralty de triple expansión de 3 tambores 2 hélices                                                                                  | 2 calderas Admiralty de triple expansión de 3 tambores 2 hélices                                                                                  | 2 calderas Admiralty de triple expansión de 3 tambores 2 hélices | 2 calderas Admiralty de triple expansión de 3 tambores 2 hélices | 2 calderas Admiralty de triple expansión de 3 tambores 2 hélices                                                                                  |
| Potencia                          | 5.500 CV (4.100 kW) 6.500 CV (4.800 kW) | 5.500 CV (4.100 kW) 6.500 CV (4.800 kW) | 5.500 CV (4.100 kW) 6.500 CV (4.800 kW) | 5.500 CV (4.100 kW) 6.500 CV (4.800 kW) | 5.500 CV (4.100 kW) 6.500 CV (4.800 kW) |
| Velocidad                         | 20 nudos (37 km/h) 20,5 nudos (38 km/h) | 20 nudos (37 km/h) 20,5 nudos (38 km/h) | 20 nudos (37 km/h) 20,5 nudos (38 km/h) | 20 nudos (37 km/h) 20,5 nudos (38 km/h) | 20 nudos (37 km/h) 20,5 nudos (38 km/h) |
| Autonomía                         | 7.200 mn (13.330 km) a 12 nudos (22 km/h) 450 t. de fuel                                                                                          | 7.500 mn (13.890 km) a 15 nudos (27,8 km/h) 656 t. de fuel                                                                                        | 5.180 mn (9.590 km) a 12 nudos (22 km/h) 510 t. de fuel | 5.180 mn (9.590 km) a 12 nudos (22 km/h) 510 t. de fuel | 7.500 mn (13.890 km) a 15 nudos (27.8 km/h) 656 t. de fuel                                                                                        |
| Tripulación                       | 107 | 107 | 140 | 177 | 157 |
| Armamento                         | • 2 cañones de 102/40 mm en montajes simples • Hasta 10 cañones de 20 mm. Oerlikon en montajes simples y dobles • Hasta 150 cargas de profundidad | • 2 cañones de 102/40 mm en montajes simples • Hasta 10 cañones de 20 mm. Oerlikon en montajes simples y dobles • Hasta 150 cargas de profundidad | • 2 cañones de 102/40 mm en montajes simples • 8 cañones de 20 mm. Oerlikon en montajes simples y dobles, reemplazados por 3 cañones Bofors de 40 mm. en montaje simple y 4 cañones de 20 mm. Oerlikon en montajes dobles • Hasta 50 cargas de profundidad | • 4 cañones de 102/40 mm en montajes dobles • 3 cañones Bofors de 40 mm. en montaje simple • 4 cañones de 20 mm. Oerlikon en montajes dobles • Hasta 50 cargas de profundidad | • 2 cañones de 102/40 mm en montaje doble • 1 cañón de 76 mm. • 8 cañones de 20 mm. Oerlikon en montajes dobles • Hasta 150 cargas de profundidad |
| Armamento                         | • 1 lanzador Erizo con 24 cargas • 8 morteros lanzacargas de profundidad • 2 rampas lanzacargas                                                   | | | | |

## Buques
Se construyeron un total de 151 unidades entre el Reino Unido, Canadá y Australia para las siete armadas que las utilizaron durante la SGM.

### Reino Unido

#### Marina Real Británica - Grupo I
| Buque           | Numeral | Constructor                         | Puesta en grada          | Botadura                 | Asignada                 | Destino |
| --------------- | ------- | ----------------------------------- | ------------------------ | ------------------------ | ------------------------ | --- |
| HMS Ballinderry | K255    | Blyth Shipbuilding & Drydock, Blyth | 6 de noviembre de 1941   | 7 de diciembre de 1942   | 2 de septiembre de 1943  | Desguazada el 7 de julio de 1961 |
| HMS Bann        | K256    | Charles Hill & Sons, Bristol        | 18 de junio de 1942      | 29 de diciembre de 1942  | 7 de mayo de 1943        | Transferida a la India como INS Tir |
| HMS Chelmer     | K221    | George Brown & Company, Greenock    | 29 de diciembre de 1941  | 27 de marzo de 1943      | 29 de septiembre de 1943 | Desguazada en agosto de 1957 |
| HMS Dart        | K21     | Blyth Shipbuilding & Drydock, Blyth | 8 de septiembre de 1941  | 10 de octubre de 1942    | 15 de mayo de 1943       | Vendida para desguace en noviembre de 1956; desguazada en 1957 |
| HMS Derg        | K257    | Henry Robb, Leith                   | 16 de abril de 1942      | 7 de enero de 1943       | 10 de junio de 1943      | Transferida en 1951 to RNVR como buque de perforación Wessex, posteriormente Cambria; desguazada en John Cashmore Ltd (Newport) en septiembre de 1960 |
| HMS Ettrick     | K254    | John Crown & Sons, Sunderland       | 31 de diciembre de 1941  | 5 de febrero de 1943     | 11 de julio de 1943      | Transferida a la RCN como HMCS Ettrick (K254) el 29 de enero de 1944. Devuelta a la RN el 30 de mayo de 1945. Desguazada en junio de 1953 |
| HMS Exe         | K92     | Fleming & Ferguson, Paisley         | 16 de mayo de 1941       | 19 de marzo de 1942      | 6 de agosto de 1942      | Mantenida en reserva 1946-1955. Vendida para desguace el 20 de septiembre de 1956; desguazada en Preston (Lancashire) |
| HMS Itchen      | K227    | Fleming & Ferguson, Paisley         | 14 de julio de 1941      | 29 de julio de 1942      | 28 de diciembre de 1942  | Torpedeada y hundida por el U-666 (Clase VIIC) en 53°52′N 39°42′O / 53.867, -39.700 el 23 de septiembre de 1943. 227 muertos, incluyendo los supervivientes recatados del HMCS St. Croix                                                                           |
| HMS Jed         | K235    | Charles Hill & Sons, Bristol        | 27 de septiembre de 1941 | 30 de julio de 1942      | 30 de noviembre de 1942  | Mantenida en reserva desde 1946. Desguazada en Milford Haven el 25 de mayo de 1957 |
| HMS Kale        | K241    | A & J Inglis, Glasgow               | 22 de septiembre de 1941 | 24 de junio de 1942      | 4 de diciembre de 1942   | Vendida en noviembre de 1956; desguazada en Newport en 1957 |
| HMS Ness        | K219    | Henry Robb, Leith                   | 3 de septiembre de 1941  | 30 de julio de 1942      | 22 de diciembre de 1942  | Vendida para desguace en septiembre de 1956 |
| HMS Nith        | K215    | Henry Robb, Leith                   | 5 de septiembre de 1941  | 25 de septiembre de 1942 | 16 de febrero de 1943    | Transferida a Egipto como fragata Domiat en noviembre de 1948. Hundida por el HMS Newfoundland durante la crisis de Suez el 31 de octubre de 1956 |
| HMS Ribble      | K251    | W Simons & Co, Renfrew              | 29 de diciembre de 1942  | 23 de abril de 1943      |                          | Transferida durante su construcción a la Armada Real de los Países Bajos como Johan Maurits van Nassau |
| HMS Rother      | K224    | Smiths Dock Co, South Bank-on-Tees  | 26 de junio de 1941      | 20 de noviembre de 1941  | 3 de abril de 1942       | Desguazada el 22 de abril de 1955 |
| HMS Spey        | K246    | Smiths Dock Co, South Bank-on-Tees  | 18 de julio de 1941      | 18 de diciembre de 1941  | 19 de mayo de 1942       | Transferida a Egipto como fragata Rashied en noviembre de 1948 |
| HMS Swale       | K217    | Smiths Dock Co, South Bank-on-Tees  | 19 de agosto de 1941     | 16 de enero de 1942      | 24 de junio de 1942      | Transferida a Sudáfrica como HMSAS Swale el 26 de julio de 1945. Devuelta a la RN en enero de 1946. Desguazada el 28 de febrero de 1955 |
| HMS Tay         | K232    | Smiths Dock Co, South Bank-on-Tees  | 10 de septiembre de 1941 | 18 de marzo de 1942      | 5 de agosto de 1942      | Desguazada el 28 de septiembre de 1956 |
| HMS Test        | K239    | Hall, Russell & Company, Aberdeen   | 15 de agosto de 1941     | 30 de mayo de 1942       | 22 de octubre de 1942    | Transaferida a la India como INS Neza en 1946. Devuelta a la RN en abril de 1947. Sirvió como barco alojamiento en Singapur hasta 1948. Cedida en 1949 a la recién nacida Armada Real de Malasia como unidad de entrenamiento. Desguazada el 25 de febrero de 1955 |
| HMS Teviot      | K222    | Hall, Russell & Company, Aberdeen   | 4 de octubre de 1941     | 12 de octubre de 1942    | 30 de enero de 1943      | Transferida a Sudáfrica com HMSAS Teviot el 10 de junio de 1945. Devuelta a la RN en enero de 1946. Desguazada 29 de marzo de 1955 |
| HMS Trent       | K243    | Charles Hill & Sons, Bristol        | 31 de enero de 1942      | 10 de octubre de 1942    | 27 de febrero de 1943    | Transferida a la India como INS Kukri en abril de 1946 |
| HMS Tweed       | K250    | A & J Inglis, Glasgow               | 31 de diciembre de 1941  | 24 de noviembre de 1942  | 28 de abril de 1943      | Torpedeada y hundida por el U-305 (Clase VIIC) en 48°18′N 21°19′O / 48.300, -21.317 el 7 de enero de 1944. Supervivientes rescatados por la HMS Nene (K270) |
| HMS Waveney     | K248    | Smiths Dock Co, South Bank-on-Tees  | 8 de octubre de 1941     | 30 de abril de 1942      | 16 de septiembre de 1942 | Desguazada en diciembre de 1957 |
| HMS Wear        | K230    | Smiths Dock Co, South Bank-on-Tees  | 16 de octubre de 1941    | 1 de junio de 1942       | 24 de octubre de 1942    | Desguazada el 29 de diciembre de 1957 |

#### Marina Real Británica  - Grupo II
| Buque               | Numeral | Constructor                         | Puesta en grada          | Botadura                 | Asignada                 | Destino |
| ------------------- | ------- | ----------------------------------- | ------------------------ | ------------------------ | ------------------------ | --- |
| HMS Adur            | K296    | Canadian Vickers, Montreal          | 10 de marzo de 1942      | 22 de agosto de 1942     |                          | Transferida a la USN antes de su conclusión como USS Asheville (PG-101) |
| HMS Aire            | K262    | Fleming & Ferguson, Paisley         | 12 de junio de 1942      | 22 de abril de 1943      | 28 de julio de 1943      | Renombrada HMS Tamar en 1946; renombrada HMS Aire, encalló en Bombay Reef, cerca de las islas Paracel al sur de Hainan |
| HMS Annan           | K297    | Canadian Vickers, Montreal          | 16 de marzo de 1942      | 12 de septiembre de 1942 |                          | Transferida a la RCN antes de su conclusión como HMCS Annan. Transferida a la USN como USS Natchez (PG-102) en 1942. Transferida a la Armada de la República Dominicana com Juan Pablo Duarte (F102) en 1947 |
| HMS Avon            | K97     | Charles Hill & Sons, Bristol        | 8 de enero de 1943       | 19 de junio de 1943      | 18 de septiembre de 1943 | Transferida a Portugal como NRP Nuno Tristão (F332) en 1949 |
| HMS Awe             | K526    | Fleming & Ferguson, Paisley         | 27 de mayo de 1943       | 28 de diciembre de 1943  | 21 de abril de 1944      | 6) en 1949 |
| HMS Barle           | K298    | Canadian Vickers, Montreal          | 29 de abril de 1942      | 26 de septiembre de 1942 | 30 de abril de 1943      | Ordenda por la USN como PG-103. Transferida a la RN antes de su conclusión bajo los términos de la Ley de Préstamo y Arriendo. Devuelta a la USN como PG-103 el 27 de febrero de 1946 |
| HMS Braid           | K263    | W Simons & Co, Renfrew              | 1 de diciembre de 1942   | 30 de noviembre de 1943  |                          | Transferida a la Marina de la Francia Libre como L'Aventure el 21 de enero de 1944 |
| HMS Cam             | K264    | George Brown & Company, Greenock    | 30 de junio de 1942      | 31 de julio de 1943      | 31 de enero de 1944      | Gravemente dañada el 18 de julio de 1944 durante un ataque con cargas de profundidad a un posible submarino frente a St. Catherine's Point resultando heridos 46 tripulantes. Remolcada por la HMCS Cape Breton (K350) hasta Yarmouth y, posteriormente, a Portsmouth. Declarada perdida total y desguazada en Sunderland en julio de 1945 |
| HMS Cuckmere        | K299    | Canadian Vickers, Montreal          | 11 de mayo de 1942       | 24 de octubre de 1942    | 14 de mayo de 1943       | Ordenada por la USN como PG-104. Transferida a la RN antes de su conclusión bajo los términos de la Ley de Préstamo y Arriendo. Torpedeada y gravemente dañada por el U-223 (Clase VIIC) frente a Argelia, en 36°55′N 3°1′E / 36.917, 3.017. 16 tripulantes fallecidos. Declarada pérdida total. Devuelta a la USN el 6 de noviembre de 1946 |
| HMS Deveron         | K265    | Smiths Dock Co, South Bank-on-Tees  | 16 de abril de 1942      | 12 de octubre de 1942    | 2 de marzo de 1943       | Transferida a la India como INS Dhanush en 1945 |
| HMS Dovey           | K523    | Fleming & Ferguson, Paisley         | 23 de marzo de 1943      | 14 de octubre de 1943    | 25 de febrero de 1944    | Desguazada el 2 de noviembre de 1955 |
| HMS Evenlode        | K300    | Canadian Vickers, Montreal          | 28 de mayo de 1942       | 9 de noviembre de 1942   | 4 de junio de 1943       | Ordenada por la USN como USS Danville (PG-105). Transferida a la RN antes de su conclusión bajo los términos de la Ley de Préstamo y Arriendo. Devuelta a la USN el 5 de marzo de 1946 |
| HMS Fal             | K266    | Smiths Dock Co, South Bank-on-Tees  | 20 de mayo de 1942       | 9 de noviembre de 1942   | 2 de julio de 1943       | Prestada a Birmania el 25 de mayo de 1947 y transferida como Mayu el 29 de agosto de 1948 |
| HMS Findhorn        | K301    | Canadian Vickers, Montreal          | 25 de agosto de 1942     | 5 de diciembre de 1942   | 25 de junio de 1943      | Ordenada por la USN como PG-106. Transferida a la RN antes de su conclusión bajo los términos de la Ley de Préstamo y Arriendo. El 12 de agosto de 1944 junto con la balandra india HMIS Godavari participó en el hundimiento del U-198 (Clase IXD2) en 03°35′S 52°49′E / -3.583, 52.817. Devuelta a la USN el 20 de marzo de 1946 |
| HMS Frome           | K267    | Blyth Shipbuilding & Drydock, Blyth | 30 de mayo de 1942       | 1 de junio de 1943       |                          | Transferida a la Marina de la Francia Libre como L'Escarmouche el 3 de marzo de 1944 |
| HMS Glenarm         | K258    | Henry Robb, Leith                   | 8 de marzo de 1943       | 30 de julio de 1943      | 25 de septiembre de 1944 | El 17 de enero de 1944, en colaboración con el destructor HMS Wandererer (D74), hundió al submarino U-377 (Clase VIIC) en 49°39′N 20°10′O / 49.650, -20.167. 52 muertos. Renombrada HMS Strule. Transferida a la Marina Nacional Francesa como Croix de Lorraine el 25 de septiembre de 1944 |
| HMS Halladale       | K417    | A & J Inglis, Glasgow               | 25 de junio de 1943      | 28 de enero de 1944      | 11 de mayo de 1944       | Vendida a Townsend Brothers como el ferry Halladale el 1 de abril de 1949; renombrada Norden y, posteriormenre, Turist Expressen en 1962 |
| HMS Helford         | K252    | Hall, Russell & Company, Aberdeen   | 27 de junio de 1942      | 6 de febrero de 1943     | 26 de junio de 1943      | Desguazada el 29 de junio de 1956 |
| HMS Helmsdale       | K253    | A & J Inglis, Glasgow               | 13 de agosto de 1942     | 5 de junio de 1943       | 15 de octubre de 1943    | Desguazada el 14 de noviembre de 1957 |
| HMS Inver           | K302    | Canadian Vickers, Montreal          | 14 de septiembre de 1942 | 12 de diciembre de 1942  | 19 de julio de 1943      | Ordenda por la USN como PG-107. Transferida a la RN antes de su conclusión bajo los términos de la Ley de Préstamo y Arriendo. Devuelta a la USN el 4 de marzo de 1946 |
| HMS Lagan           | K259    | Smiths Dock Co, South Bank-on-Tees  | 17 de enero de 1942      | 28 de julio de 1942      | 21 de diciembre de 1942  | • El 12 de mayo de 1943 en colaboración con el destructor HMS Broadway (H90) y un Swordfish del portaaviones HMS Biter hunde al U-89 (Clase VIIC) en 46°30′N 25°40′O / 46.500, -25.667. 48 muertos, sin supervivientes. • El 13 de mayo de 1943 en colaboración con el destructor HMCS Drumheller hunde al U-753 (Clase VIIC) en 48°37′N 22°39′O / 48.617, -22.650. 47 muertos, sin supervivientes. • Torpedeada y seriamente dañada el 20 de septiembre de 1943 por el U-270 (Clase VIIC), mientras daba escolta al convoy ON 202, en 57°09′N 27°28′O / 57.150, -27.467. Remolcada hasta el Reino Unido y declarada pérdida total. Vendida para desguace el 21 de mayo de 1953 |
| HMS Lochy           | K365    | Hall, Russell & Company, Aberdeen   | 23 de febrero de 1943    | 30 de octubre de 1943    | 8 de febrero de 1944     | Desguazada en Troon el 29 de junio de 1956 |
| HMS Lossie          | K303    | Canadian Vickers, Montreal          | 2 de octubre de 1942     | 30 de abril de 1943      | 14 de agosto de 1943     | Ordenada por la USN como PG-108. Transferida a la RN antes de su conclusión bajo los términos de la Ley de Préstamo y Arriendo. Devuelta a la USN el 26 de enero de 1946 |
| HMS Meon            | K269    | A & J Inglis, Glasgow               | 31 de diciembre de 1942  | 4 de agosto de 1943      | 7 de febrero de 1944     | Transaferida al RCN como HMCS Meon (K269). Devuelta a la RN el 23 de abril de 1945. Desguazada el 14 de mayo de 1966 |
| HMS Monnow          | K441    | Charles Hill & Sons, Bristol        | 28 de septiembre de 1943 | 4 de diciembre de 1943   | 11 de mayo de 1944       | Transaferida al RCN como HMCS HMCS Monnow (K441) el 3 de agosto de 1944. Devuelta a la RN el 11 de junio de 1945. Transferida a Dinamarca como KDM Holger (F338) en 1945 |
| HMS Mourne          | K261    | Smiths Dock Co, South Bank-on-Tees  | 21 de marzo de 1942      | 24 de septiembre de 1942 | 30 de abril de 1943      | Torpedeada y un hundida por el U-767 en el Canal de la Mancha, en 49°35′N 5°30′O / 49.583, -5.500 el 15 de junio de 1944 |
| HMS Moyola          | K260    | Smiths Dock Co, South Bank-on-Tees  | 9 de febrero de 1942     | 27 de agosto de 1942     | 5 de enero de 1943       | Transferida a la Marina Nacional Francesa como Tonkinois el 15 de octubre de 1944 |
| HMS Nadder          | K392    | Smiths Dock Co, South Bank-on-Tees  | 1 de marzo de 1943       | 15 de septiembre de 1943 | 20 de enero de 1944      | Transferida a la India como INS Shamsher en 1945 |
| HMS Nene            | K270    | Smiths Dock Co, South Bank-on-Tees  | 20 de junio de 1942      | 9 de diciembre de 1942   | 8 de abril de 1943       | • El 20 de noviembre de 1943 en colaboración con las corbetas HMCS Snowberry (K166) y HMCS Calgary (K321) hunde con cargas de profundidad al submarino U-536 al noroeste de las islas Azores (Clase IXC/40) en 43°50′N 19°39′O / 43.833, -19.650 (38 muertos y 17 supervivientes) • El 4 de junio de 1944, en la misma zona, hunde al U-257 (Clase VIIC) con cargas de profundidad, en colaboración con la fragata de la misma clase HMCS Waskesiu (K330) en 47°19′N 26°0′O / 47.317, -26.000 (30 muertos y 19 supervivientes) • Transferida a la RCN como HMCS Nene (K270) el 4 de junio de 1944. Devuelta a la RN el 11 de junio de 1945. Desguadaza en agosto de 1955        |
| HMS Odzani          | K356    | Smiths Dock Co, South Bank-on-Tees  | 18 de noviembre de 1942  | 19 de mayo de 1943       | 2 de septiembre de 1943  | Desguazada en junio de 1957 |
| HMS Parret          | K304    | Canadian Vickers, Montreal          | 6 de noviembre de 1942   | 30 de mayo de 1943       | 31 de agosto de 1943     | Ordenada para la USN como PG-109. Transferida a la RN antes de su conclusión bajo los términos de la Ley de Préstamo y Arriendo. Devuelta a la USN el 5 de febrero de 1946 |
| HMS Plym            | K271    | Smiths Dock Co, South Bank-on-Tees  | 1 de agosto de 1942      | 4 de febrero de 1943     | 16 de mayo de 1943       | Destruida el 3 de octubre de 1956 en las islas Montebello (Australia Occidental) por la detonación de una bomba nuclear de 25 kilotones en el marco de la operación Huracán de las pruebas nucleares británicas |
| HMS Ribble          | K525    | Blyth Shipbuilding & Drydock, Blyth | 31 de diciembre de 1942  | 10 de noviembre de 1943  |                          | Transferida a la RCN como HMCS Ribble (K525) el 24 de julio de 1944. Devuelta a la RN el 11 de junio de 1945. Desguazada el 9 de julio de 1957 |
| H Shiel             | K305    | Canadian Vickers, Montreal          |                          | 26 de mayo de 1943       | 30 de septiembre de 1943 | Ordenada para la USN como PG-110. Transferida a la RN antes de su conclusión bajo los términos de la Ley de Préstamo y Arriendo. Devuelta a la USN como PG-110 el 4 de marzo de 1946 |
| HMS Taff            | K637    | Charles Hill & Sons, Bristol        | 14 de mayo de 1943       | 11 de septiembre de 1943 | 7 de enero de 1944       | Desguazada en junio de 1957 |
| HMS Tavy            | K272    | Charles Hill & Sons, Bristol        | 17 de octubre de 1942    | 3 de abril de 1943       | 3 de julio de 1943       | En colaboración con el destructor HMS Wanderer (D74) hunde con cargas de profundidad al U-390 (Clase VIIC) en el canal de la Mancha en 49°52′N 0°48′O / 49.867, -0.800 el 5 de julio de 1944. Desguazada el 28 de septiembre de 1956 |
| HMS Tees            | K293    | Hall, Russell & Company, Aberdeen   | 21 de octubre de 1942    | 20 de mayo de 1943       | 28 de agosto de 1943     | Desguazada el 16 de julio de 1956 |
| HMS Teme            | K458    | Smiths Dock Co, South Bank-on-Tees  | 25 de mayo de 1943       | 11 de noviembre de 1943  |                          | Transferida a la RCN como HMCS Tema (K458) el 24 de febrero de 1944. Torpedeada y seriamente dañada por el U-315 el 29 de marzo de 1945 cerca del cabo Land's End (Reino Unido), con pérdida de 18 m de su popa. Remolcada a Falmouth y declarada pérdida total. Devuelta a la RN el 4 de mayo de 1945. Vendida para desguace el 8 de diciembre de 1945 |
| HMS Torridge        | K292    | Blyth Shipbuilding & Drydock, Blyth | 17 de octubre de 1942    | 16 de agosto de 1943     |                          | Transferida a la Marina NAcional Francesa como La Surprise el 6 de junio de 1944 |
| HMS Towy            | K294    | Smiths Dock Co, South Bank-on-Tees  | 3 de septiembre de 1942  | 4 de marzo de 1943       | 10 de junio de 1943      | Desguazada el 27 de julio de 1956 |
| HMS\|Usk\|K295\|6}} | K295    | Smiths Dock Co, South Bank-on-Tees  | 6 de octubre de 1942     | 3 de abril de 1943       | 14 de julio de 1943      | Transferida a Egipto como Abikir en 1948 |
| HMS Windrush        | K370    | Henry Robb, Leith                   | 18 de noviembre de 1942  | 18 de junio de 1943      | 3 de noviembre de 1943   | Transferida a la Marina Nacional Francesa como Découverte en febrero de 1944. En la actualidad varada como buque de entrenamiento de incendios en Querqueville (FRancia) |
| HMS Wye             | K371    | Henry Robb, Leith                   | 18 de noviembre de 1942  | 16 de agosto de 1943     | 9 de febrero de 1944     | Desguazada el 22 de febrero de 1955 |

### Australia

#### Marina Real Australiana - Grupo I
| Buque           | Numeral | Constructor                                  | Puesta en grada       | Botadura              | Asignada                | Retirada              | Destino |
| --------------- | ------- | -------------------------------------------- | --------------------- | --------------------- | ----------------------- | --------------------- | --- |
| HMAS Barcoo     | K375    | Cockatoo Docks & Engineering Company, Sídney | 21 de octubre de 1942 | 26 de agosto de 1943  | 17 de enero de 1944     | 21 de febrero de 1964 | Vendida a a N.W. Kennedy Ltd., Vancouver el 15 de febrero de 1972. Desguazada en Taiwán.                                                                        |
| HMAS Barwon     | K406    | Cockatoo Docks & Engineering Company, Sídney |                       | 3 de agosto de 1943   | 12 de enero de 1946     | 31 de marzo de 1947   | Vendida para desguace el 17 de agosto de 1962 |
| HMAS Burdekin   | K376    | Walkers Limited, Maryborough                 |                       | 30 de junio de 1943   | 27 de junio de 1944     | 18 de abril de 1946   | Manetenida en reserva. dañada el 9 de noviembre de 1960. Vendida a Tolo Mining & Smelting Co. Ltd., Hong Kong el 21 de septiembre de 1961. Desguazada en Japón. |
| HMAS Diamantine | K377    | Walkers, Maryborough                         | 12 de abril de 1943   | 6 de abril de 1944    | 27 de abril de 1945     | 21 de febrero de 1980 | Conservada como barco museo en el Museo Marino de Queensland |
| HMAS Gascoyne   | K354    | Mort's Dock & Engineering Company, Sídney    | 3 de julio de 1942    | 20 de febrero de 1943 | 18 de noviembre de 1943 | 1 de febrero de 1966  | Vendida para desguace el 15 de febrero de 1972 |
| HMAS Hawkesbury | K363    | Mort's Dock & Engineering Company, Sídney    | 24 de agosto de 1942  | 24 de julio de 1943   | 5 de julio de 1944      |                       | Mantenida en reserva en mayo de 1947. Reactivada en julio de 1952. Vuelta a la reserva el 14 de febrero de 1955. Vendida para desguace el 15 de febrero de 1972 |
| HMAS Lachlan    | K364    | Mort's Dock & Engineering Co, Sídney         | 22 de marzo de 1943   | 25 de marzo de 1944   | 14 de febrero de 1945   | 5 de octubre de 1949  | Transferida la RNZN como HMNZS Lachlan (K364). Vendida para desguace en febrero de 1975                                                                         |
| HMAS Macquarie  | K532    | Mort's Dock & Engineering Company, Sídney    |                       | 3 de marzo de 1945    | 7 de diciembre de 1945  |                       | Vendida para desguace el 5 de julio de 1972 |

#### Marina Real Australiana - Grupo II
| Buque             | Numeral | Constructor                                               | Puesta en grada         | Botadura                 | Asignada               | Retirada                | Destino |
| ----------------- | ------- | --------------------------------------------------------- | ----------------------- | ------------------------ | ---------------------- | ----------------------- | --- |
| HMAS Balmain      | K467    |                                                           |                         |                          |                        |                         | Cancelada el 12 de junio de 1944 |
| HMAS Bogan        | K09     |                                                           | 17 de enero de 1944     |                          |                        |                         | Canceladas el 4 de abril de 1944 |
| HMAS Campaspe     | K424    |                                                           |                         |                          |                        |                         | Canceladas el 4 de abril de 1944 |
| HMAS Condamine    | K698    | State Dockyard, Newcastle (Australia)                     | 30 de octubre de 1943   | 4 de noviembre de 1944   | 22 de febrero de 1946  | 2 de diciembre de 1955  | Sirvió en la Guerra de Corea en los periodos julio de 1952 - abril de 1953 y marzo de 1955 - noviembre de 1955. Vendida para desguace en septiembre de 1961 |
| HMAS Culgoa       | K408    | Williamstown Dockyard, Williamstown (Victoria (Australia) | 15 de julio de 1943     | 22 de septiembre de 1944 | 1 de abril de 1947     |                         | Vendida para desguace el 15 de febrero de 1972 |
| HMAS Murchison    | K442    | Evans Deakin & Company, Brisbane                          |                         | 3 de marzo de 1945       | 7 de diciembre de 1945 |                         | Vendida para desguace el 5 de julio de 1972 |
| HMAS Murrumbidgee | K534    |                                                           |                         |                          |                        |                         | Cancelada el 4 de abril de 1944 |
| HMAS Namoi        | K55     |                                                           |                         |                          |                        |                         | Cancelada el 12 de junio de 1944 |
| HMAS Nepean       | K468    |                                                           |                         |                          |                        |                         | Cancelada el 12 de junio de 1944 |
| HMAS Shoalhaven   | K535    | Walkers, Maryborough                                      | 18 de diciembre de 1943 | 14 de diciembre de 1944  | 2 de mayo de 1946      | 19 de diciembre de 1954 | Mantenida en reserva en 1954. Vendida para desguace en Enero de 1962                                                                                        |
| HMAS Warburton    | K533    |                                                           |                         |                          |                        |                         | Cancelada el 12 de junio de 1944 |
| HMAS Williamstown | K66     |                                                           |                         |                          |                        |                         | Canceladas el 4 de abril de 1944 |
| HMAS Wimmera      | K86     |                                                           |                         |                          |                        |                         | Canceladas el 4 de abril de 1944 |
| HMAS Wollondilly  | K98     |                                                           |                         |                          |                        |                         | Cancelada el 12 de junio de 1944 |

### Canadá

#### Marina Real Canadiense
| Buque                    | Numeral | Constructor                                     | Puesta en grada          | Botadura                 | Asignada                 | Retirada                  | Destino |
| ------------------------ | ------- | ----------------------------------------------- | ------------------------ | ------------------------ | ------------------------ | ------------------------- | --- |
| HMCS Alexandria          |         | Canadian Vickers, Montreal                      |                          |                          |                          |                           | Cancelada en diciembre de 1943 |
| HMCS Alvington           |         | Canadian Vickers, Montreal                      |                          |                          |                          |                           | Cancelada en diciembre de 1943 |
| HMCS Annan               | K297    | Canadian Vickers, Montreal                      | 16 de marzo de 1942      | 12 de septiembre de 1942 |                          |                           | Anteriormente HMS Annan (K297). Transferida a la RCN durante su construcción. Transferida a la USN durante su construcción como USS Natchez (PG-102) el 20 de julio de 1942                                                                                                 |
| HMCS Annan               | K404    | Hall, Russell & Co., Aberdeen                   | 6 de octubre de 1943     | 29 de diciembre de 1943  | 13 de junio de 1944      | 20 de junio de 1945       | Anteriormente HMS Annan (K404). Devuelta a la RN el 20 de junio de 1945. Vendida a Dinamarca como KDM Niels Ebbesen (F339); sirvió en la Real Armada de Dinamarca hasta el 8 de mayo de 1963. Desguazada en H. J. Hansen in Odense en 1963                                  |
| HMCS Antigonish          | K661    | Yarrows Ltd., Esquimalt                         | 2 de octubre de 1943     | 10 de febrero de 1944    | 4 de julio de 1944       | 2 de mayo de 1946         | Mantenida en reserva. Reactivada en la clase Prestonian como HMCS Antigonish (FFE 30) el 12 de octubre de 1957 |
| HMCS Beacon Hill         | K407    | Yarrows Ltd., Esquimalt                         | 16 de julio de 1943      | 6 de noviembre de 1943   | 16 de mayo de 1944       | 2 de junio de 1946        | Mantenida en reserva. Reactivada en la clase Prestonian como HMCS Beacon Hill (FFE 303) el 21 de diciembre de 1957 |
| HMCS Buckingham          | K685    | Davie Shipbuilding & Repairing Co. Ltd., Lauzon | 11 de noviembre de 1943  | 28 de abril de 1944      | 2 de noviembre de 1944   | 16 de noviembre de 1945   | Mantenida en reserva. Reactivada en la clase Prestonian como HMCS Buckingham (FFE 314) el 25 de junio de 1954 |
| HMCS Cap de la Madeleine | K663    | Morton Engineering & Dry Dock Co., Quebex       | 5 de noviembre de 1943   | 13 de mayo de 1944       | 30 de septiembre de 1944 | 25 de noviembre de 1945   | Mantenida en reserva. Reactivada en la clase Prestonian como HMCS Cap de la Madeleine (FFE 317) el 7 de diciembre de 1954 |
| HMCS Cape Breton         | K350    | Morton Engineering & Dry Dock Co., Quebex       | 5 de mayo de 1942        | 24 de noviembre de 1942  | 25 de octubre de 1943    | 26 de enero de 1946       | |
| HMCS Capilano            | K409    | Yarrows Ltd., Esquimalt                         | 18 de noviembre de 1943  | 8 de abril de 1944       | 25 de agosto de 1944     | 24 de noviembre de 1945   | |
| HMCS Carlplace           | K664    | Davie Shipbuilding & Repairing Co. Ltd., Lauzon | 30 de noviembre de 1943  | 6 de julio de 1944       | 13 de diciembre de 1944  | 13 de noviembre de 1945   | Transferida a la República Dominicana como Presidente Trujillo (F101), después Mella (F101) |
| HMCS Charlottetown       | K244    | G. T. Davie, Lauzon                             | 26 de enero de 1943      | 16 de septiembre de 1943 | 28 de abril de 1944      | 25 de marzo de 1947       | |
| HMCS Chebogue            | K317    | Yarrows Ltd., Esquimalt                         | 19 de marzo de 1943      | 17 de agosto de 1943     | 22 de febrero de 1944    | 256 de septiembre de 1945 | Torpedeada y dañada por el U-1227 (Clase IXC/40), mientras escoltaba al convoy ONS 33, el 4 de octubre de 1944 en 49°20′N 24°20′O / 49.333, -24.333. Remolcada hasta Port Talbot y declarada pérdida total.                                                                 |
| HMCS Coaticook           | K410    | Davie Shipbuilding & Repairing Co. Ltd., Lauzon | 14 de junio de 1943      | 26 de noviembre de 1943  | 25 de julio de 1944      | 29 de noviembre de 1945   | |
| HMCS Dunver              | K03     | Morton Engineering & Dry Dock Co., Quebex       | 3 de mayo de 1942        | 10 de noviembre de 1942  | 11 de septiembre de 1943 | 23 de enero de 1946       | |
| HMCS Eastview            | K665    | Canadian Vickers, Montreal                      | 26 de agosto de 1943     | 17 de noviembre de 1943  | 3 de junio de 1944       | 17 de enero de 1946       | |
| HMCS Ettrick             | K254    | John Crown & Sons Ltd., Sunderland              | 31 de diciembre de 1941  | 5 de febrero de 1943     | 29 de enero de 1944      |                           | Anteriormente HMS Ettrick (K254). Devuelta a la RN el 30 de mayo de 1945 |
| HMCS Fort Erie           |         |                                                 |                          |                          |                          |                           | Cancelada en diciembre de 1943 |
| HMCS Fort Erie           | K670    | G. T. Davie, Lauzon                             | 3 de noviembre de 1943   | 27 de mayo de 1944       | 27 de octubre de 1944    | 22 de noviembre de 1945   | Mantenida en reserva. Reactivada en la clase Prestonian como HMCS Fort Erie (FFE 312) el 17 de abril de 1956 |
| HMCS Foster              |         | Davie Shipbuilding & Repairing Co. Ltd., Lauzon |                          |                          |                          |                           | Cancelada en diciembre de 1943 |
| HMCS Glace Bay           | K414    | G. T. Davie, Lauzon                             | 23 de septiembre de 1943 | 26 de abril de 1944      | 2 de septiembre de 1944  | 17 de noviembre de 1945   | Transferida a Chile como Esmeralda en 1946; después Baquedano |
| HMCS Grou                | K518    | Canadian Vickers, Montreal                      | 1 de mayo de 1943        | 7 de agosto de 1943      | 4 de diciembre de 1943   | 25 de febrero de 1946     | |
| HMCS Hallowell           | K666    | Canadian Vickers, Montreal                      | 22 de noviembre de 1943  | 28 de marzo de 1944      | 8 de agosto de 1944      | 17 de noviembre de 1945   | Transferida a Israel como Miznak (K32) en 1949. Vendida a Ceilán como Gajabahu en 1952 |
| HMCS Hardrock            |         | Canadian Vickers, Montreal                      |                          |                          |                          |                           | Cancelada en diciembre de 1943 |
| HMCS Henryville          |         | Davie Shipbuilding & Repairing Co. Ltd., Lauzon |                          |                          |                          |                           | Cancelada en diciembre de 1943 |
| HMCS Inch Arran          | K667    | Davie Shipbuilding & Repairing Co. Ltd., Lauzon | 25 de octubre de 1943    | 6 de junio de 1944       | 18 de noviembre de 1944  | 28 de noviembre de 1945   | Mantenida en reserva. Reactivada en la clase Prestonian como HMCS Inch Arran (FFE 308) el 23 de agosto de 1954 |
| HMCS Joliette            | K418    | Morton Engineering & Dry Dock Co., QuebeC       | 19 de julio de 1943      | 12 de noviembre de 1943  | 14 de junio de 1944      | 19 de noviembre de 1945   | Transferida a Chile como Iquique el 21 de mayo de 1946 |
| HMCS Jonquiere           | K318    | G. T. Davie, Lauzon                             | 26 de enero de 1943      | 28 de octubre de 1943    | 10 de mayo de 1944       | 4 de diciembre de 1945    | Mantenida en reserva. Reactivada en la clase Prestonian como HMCS Jonquiere (FFE 318) el 20 de septiembre de 1954 |
| HMCS Kirkland Lake       | K337    | Morton Engineering & Dry Dock Co., Quebex       | 16 de noviembre de 1943  | 27 de abril de 1944      | 21 de agosto de 1944     | 14 de diciembre de 1945   | |
| HMCS Kokanee             | K419    | Yarrows Ltd., Esquimalt                         | 25 de agosto de 1943     | 27 de noviembre de 1943  | 6 de junio de 1944       | 21 de diciembre de 1945   | Vendida en 1949 |
| HMCS La Hulloise         | K668    | Canadian Vickers, Montreal                      | 10 de agosto de 1943     | 29 de octubre de 1943    | 20 de mayo de 1944       | 6 de diciembre de 1945    | Mantenida en reserva. Reactivada en la clase Prestonian como HMCS La Hulloise (FFE 305) el 9 de octubre de 1957 |
| HMCS Lanark              | K669    | Canadian Vickers, Montreal                      | 25 de septiembre de 1943 | 10 de diciembre de 1943  | 6 de julio de 1944       | 24 de octubre de 1945     | Mantenida en reserva. Reactivada en la clase Prestonian como HMCS Lanark (FFE 321) el 15 de abril de 1956 |
| HMCS Lasalle             | K519    | Davie Shipbuilding & Repairing Co. Ltd., Lauzon | 4 de junio de 1943       | 11 de diciembre de 1943  | 29 de junio de 1944      | 17 de diciembre de 1945   | |
| HMCS Lauzon              | K371    | G. T. Davie, Lauzon                             | 2 de julio de 1943       | 10 de junio de 1944      | 30 de agosto de 1944     | 7 de noviembre de 1945    | Mantenida en reserva. Reactivada en la clase Prestonian como HMCS Lauzon (FFE 322) el 12 de diciembre de 1953 |
| HMCS Le Havre            |         | Yarrows Ltd., Esquimalt                         |                          |                          |                          |                           | Cancelada en diciembre de 1943 |
| HMCS Levis               | K400    | G. T. Davie, Lauzon                             | 25 de febrero de 1943    | 26 de noviembre de 1943  | 21 de julio de 1944      | 21 de febrero de 1946     | Hundida como rompeolas a lo largo de la costa este de la isla de Vancouver |
| HMCS Lingabar            |         | Canadian Vickers, Montreal                      |                          |                          |                          |                           | Cancelada diciembre de 1943 |
| HMCS Longueuil           | K672    | Canadian Vickers, Montreal                      | 17 de julio de 1943      | 30 de octubre de 1943    | 18 de mayo de 1944       | 31 de diciembre del 945   | |
| HMCS Magog               | K673    | Canadian Vickers, Montreal                      | 16 de junio de 1943      | 22 de septiembre de 1943 | 7 de mayo de 1944        | 20 de diciembre de 1944   | Torpedeada y dañanda por el U-1223 (Clase IXC/40) en el golfo de San Lorenzo mientras escoltaba al convoy ONS 33G el 14 de octubre de 1944. En el ataque la fragata perdió 19 m de su popa y tuvo 3 muertos y tres heridos. Remolcada a Quebec, fue declarada pérdida total |
| HMCS Matane              | K444    | Canadian Vickers, Montreal                      | 23 de diciembre de 1942  | 29 de mayo de 1943       | 22 de octubre de 1943    | 2 de noviembre de 1946    | Utilizada como rompeolas entre Courtney (Columbia Británica) y Campbell River (Columbia Británica) en una zona conocida como Oyster River. En algunas ocasiones se pueden ver algunos restos, dependiendo del estado de las mareas                                          |
| HMCS Megantic            |         | Davie Shipbuilding & Repairing Co. Ltd., Lauzon |                          |                          |                          |                           | Cancelada en diciembre de 1943 |
| HMCS Meon                | K269    | A. & J. Inglis Ltd., Glasgow                    | 31 de diciembre de 1942  | 4 de agosto de 1943      | 2 de julio de 1944       | 23 de abril de 1945       | Anteriormente HMS Meon (K269). Devuelta a la RN el 23 de abril de 1945 |
| HMCS Merittonia          |         | Davie Shipbuilding & Repairing Co. Ltd., Lauzon |                          |                          |                          |                           | Cancelada en diciembre de 1943 |
| HMCS Monnow              | K441    | Charles Hill & Sons Ltd., Bristol               | 28 de septiembre de 1943 | 4 de diciembre de 1943   | 3 de agosto de 1944      | 11 de junio de 1945       | Anteriormente HMS Monnow (K441). Devuelta a la RN el 11 de junio de 1945, Vendida a Dinamarca y rebautizada KDM Holger Danske (F338) en octubre de 1945. Sirvió en la Real Armada de Dinamarca hasta 1960. Desguazada en H J Hansen (Odense) en 1960                        |
| HMCS Montreal            | K319    | Canadian Vickers, Montreal                      | 23 de diciembre de 1942  | 12 de junio de 1943      | 12 de noviembre de 1943  | 15 de octubre de 1945     | Vendida en 1947; desguazada en Sídney |
| HMCS Nene                | K270    | Smiths Dock Co., South Bank-on-Tees             | 20 de junio de 1942      | 9 de diciembre de 1942   | 4 de junio de 1944       | 11 de junio de 1945       | Anteriormente HMS Nene (K270). Devuela a la RN el 11 de junio de 1945 |
| HMCS New Glasgow         | K320    | Yarrows Ltd., Esquimalt                         | 2 de diciembre de 1942   | 23 de junio de 1943      | 23 de diciembre de 1943  | 4 de noviembre de 1945    | Mantenida en reserva. Reactivada en la clase Prestonian como HMCS New Glasgow (FFE 315) el 30 de junio de 1954 |
| HMCS New Waterford       | K321    | Yarrows Ltd., Esquimalt                         | 17 de diciembre de 1942  | 3 de julio de 1943       | 21 de enero de 1944      | 7 de marzo de 1946        | Mantenida en reserva. Reactivada en la clase Prestonian como HMCS New Waterford (FFE 304) el 31 de enero de 1958 |
| HMCS Northumberland      |         | Yarrows Ltd., Esquimalt                         |                          |                          |                          |                           | Cancelada en diciembre de 1943 |
| HMCS Orkney              | K448    | Yarrows Ltd., Esquimalt                         | 19 de mayo de 1943       | 18 de septiembre de 1943 | 18 de abril de 1944      | 22 de 1@1946              | Transferida a Israel como Mivtakh (K-28) en 1950; vendida a Ceilán como Mahasena en 1952 |
| HMCS Outremont           | K322    | Morton Engineering & Dry Dock Co., Quebec       | 18 de noviembre de 1942  | 3 de julio de 1943       | 27 de noviembre de 1943  | 5 de noviembre de 1945    | Mantenida en reserva. Reactivada en la clase Prestonian como HMCS Outremont (FFE 310) el 2 de septiembre de 1955 |
| HMCS Penetang            | K676    | Davie Shipbuilding & Repairing Co. Ltd., Lauzon | 22 de septiembre de 1943 | 6 de julio de 1944       | 19 de octubre de 1944    | 10 de noviembre de 1945   | Mantenida en reserva. Reactivada en la clase Prestonian como HMCS Penetang (FFE 316) el 1 de junio de 1954 |
| HMCS Pesaquid            |         | Yarrows Ltd., Esquimalt                         |                          |                          |                          |                           | Cancelada en diciembre de 1943 |
| HMCS Plessisville        |         | Davie Shipbuilding & Repairing Co. Ltd., Lauzon |                          |                          |                          |                           | Cancelada en diciembre de 1943 |
| HMCS Port Colborne       | K326    | Yarrows Ltd., Esquimalt                         | 16 de diciembre de 1942  | 21 de abril de 1943      | 5 de diciembre de 1943   | 7 de noviembre de 1945    | |
| HMCS Poundmaker          | K675    | Canadian Vickers, Montreal                      | 29 de enero de 1944      | 21 de abril de 1944      | 17 de septiembre de 1944 | 25 de noviembre de 1945   | Transferida a Perú como Teniente Ferré (F-3)'¡', renombrada Ferré N(F-3) |
| HMCS Prestonian          | K662    | Davie Shipbuilding & Repairing Co. Ltd., Lauzon | 20 de julio de 1943      | 22 de junio de 1944      | 13 de septiembre de 1944 | 24 de abril de 1956       | Mantenida en reserva. Reactivada en la clase Prestonian como HMCS Prestonian (FFE 307) el 22 de agosto de 1953 |
| HMCS Prince Rupert       | K324    | Yarrows Ltd., Esquimalt                         | 1 de agosto de 1942      | 3 de febrero de 1943     | 30 de agosto de 1943     | 15 de enero de 1946       | Hundida como rompeolas en Royston (British Columbia) |
| HMCS Ranney Falls        |         | Davie Shipbuilding & Repairing Co. Ltd., Lauzon |                          |                          |                          |                           | Cancelada en diciembre de 1943 |
| HMCS Ribble              | K525    | Blyth Shipbuilding & Drydock, Blyth             | 31 de diciembre de 1942  | 10 de noviembre de 1943  | 24 de julio de 1944      | 11 de junio de 1945       | Anteriormente HMS Ribble (K525). Devuelata a la RN el 11 de junio de 1945 |
| HMCS Rouyn               |         | Davie Shipbuilding & Repairing Co. Ltd., Lauzon |                          |                          |                          |                           | Cancelada en diciembre de 1943 |
| HMCS Royal Mount         | K677    | Canadian Vickers, Montreal                      | 7 de enero de 1944       | 15 de abril de 1944      | 25 de agosto de 1944     | 17 de noviembre de 1945   | |
| HMCS Runnymede           | K678    | Canadian Vickers, Montreal                      | 11 de septiembre de 1943 | 27 de noviembre de 1943  | 14 de junio de 1944      | 19 de enero de 1946       | |
| HMCS Saint John          | K456    | Canadian Vickers, Montreal                      | 28 de mayo de 1943       | 25 de agosto de 1943     | 13 de diciembre de 1943  | 27 de noviembre de 1945   | |
| HMCS Sea Cliff           | K344    | Davie Shipbuilding & Repairing Co. Ltd., Lauzon | 20 de julio de 1943      | 7 de agosto de 1944      | 26 de septiembre de 1944 | 28 de noviembre de 1945   | Transferida a Chile como Covadonga en 1946 |
| HMCS Shipton             |         | Davie Shipbuilding & Repairing Co. Ltd., Lauzon |                          |                          |                          |                           | Cancelada en diciembre de 1943 |
| HMCS Springhill          | K323    | Yarrows Ltd., Esquimalt                         | 5 de mayo de 1943        | 7 de septiembre de 1943  | 21 de marzo de 1944      | 1 de diciembre de 1945    | |
| HMCS St. Agathe          |         | Davie Shipbuilding & Repairing Co. Ltd., Lauzon |                          |                          |                          |                           | Cancelada en diciembre de 1943 |
| HMCS St. Catharines      | K325    | Yarrows Ltd., Esquimalt                         | mayo de 1942             | 1942 de junio del 12     | julio de 1943            |                           | Mantenida en reserva. Reactivada en la clase Prestonian como HMCS St. Catherine's (FFE 324) |
| HMCS St. Eduoard         |         | Davie Shipbuilding & Repairing Co. Ltd., Lauzon |                          |                          |                          |                           | Cancelada en diciembre de 1943 |
| HMCS St. Pierre          | K680    | Davie Shipbuilding & Repairing Co. Ltd., Lauzon | 30 de junio de 1943      | 1 de diciembre de 1943   | 28 de agosto de 1944     | 22 de noviembre de 1945   | Transferida a PErú como Teniente Palacios (F-2) en 1947; rebautizada Palacios (F-2) |
| HMCS St. Romauld         |         | Davie Shipbuilding & Repairing Co. Ltd., Lauzon |                          |                          |                          |                           | Cancelada en diciembre de 1943 |
| HMCS St. Stephen         | K454    | Yarrows Ltd., Esquimalt                         | 5 de octubre de 1943     | 6 de febrero de 1944     | 28 de julio de 1944      | 30 de enero de 1946       | |
| HMCS Ste. Therese        | K366    | Davie Shipbuilding & Repairing Co. Ltd., Lauzon | 18 de mayo de 1943       | 16 de octubre de 1943    | 28 de mayo de 1944       | 2 de noviembre de 1945    | Mantenida en reserva. Reactivada en la clase Prestonian como HMCS Ste. Therese (FFE 309) el 21 de enero de 1955 |
| HMCS Stettler            | K681    | Canadian Vickers, Montreal                      | 31 de mayo de 1943       | 9 de 101943              | 7 de mayo de 1944        | 9 de noviembre de 1945    | Mantenida en reserva. Reactivada en la clase Prestonian como HMCS Stettler (FFE 311) el 2 de febrero de 1954 |
| HMCS Stone Town          | K531    | Canadian Vickers, Montreal                      | 17 de noviembre de 1943  | 28 de marzo de 1944      | 21 de julio de 1944      | 13 de noviembre de 1945   | Transferida al Departamento de Transportes de Canadá sirviendo como barco meteorológico en el Pacífico Norte entre 1952 y 1957. Vendida en 1968 |
| HMCS Stormont            | K327    | Canadian Vickers, Montreal                      | 23 de diciembre de 1942  | 14 de julio de 1943      | 27 de noviembre de 1943  | 9 de noviembre de 1945    | Vendida a Aristóteles Onassis y convertida en el yate Christina |
| HMCS Strathadam          | K682    | Yarrows Ltd., Esquimalt                         | 6 de diciembre de 1943   | 20 de marzo de 1944      | 29 de septiembre de 1944 | 7 de noviembre de 1945    | Transferida a Israel como Misgav (K-30)) en 1950 |
| HMCS Sussexvale          | K683    | Davie Shipbuilding & Repairing Co. Ltd., Lauzon | 15 de noviembre de 1943  | 12 de julio de 1944      | 29 de noviembre de 1944  | 16 de noviembre de 1945   | Mantenida en reserva. Reactivada en la clase Prestonian como HMCS Sussexvale (FFE 313) el 8 de agosto de 1955 |
| HMCS Swansea             | K328    | Yarrows Ltd., Esquimalt                         | 15 de julio de 1942      | 19 de diciembre de 1942  | 4 de octubre de 1943     | 2 de noviembre de 1945    | Mantenida en reserva. Reactivada en la clase Prestonian como HMCS Swansea (FFE 306) el 14 de noviembre de 1957 |
| HMCS Teme                | K458    | Smiths Dock Co., South Bank-on-Tees             | 25 de mayo de 1943       | 11 de noviembre de 1943  | 28 de febrero de 1944    | 4 de mayo de 1945         | Anteriormente HMS Teme (K458). Torpedeada y dañada en las cercanías del cabo Land's End en 50°07′N 5°45′O / 50.117, -5.750 por el U-315 (Clase VIIC) el 29 de marzo de 1945 (4 muertos). Declarada pérdida total                                                            |
| HMCS Thetford Mines      | K459    | Morton Engineering & Dry Dock Co., Quebex       | 7 de julio de 1943       | 30 de octubre de 1943    | 24 de mayo de 1944       | 18 de noviembre de 1945   | |
| HMCS Tisdale             |         | Canadian Vickers, Montreal                      |                          |                          |                          |                           | Cancelada en diciembre de 1943 |
| HMCS Toronto             | K538    | Davie Shipbuilding & Repairing Co. Ltd., Lauzon | 10 de mayo de 1943       | 18 de septiembre de 1943 | 6 de mayo de 1944        | 27 de noviembre de 1945   | Mantenida en reserva. Reactivada en la clase Prestonian como HMCS Toronto (FFE 319) el 26 de noviembre de 1953 |
| HMCS Valleyfield         | K329    | Morton Engineering & Dry Dock Co., Quebex       | 30 de noviembre de 1942  | 17 de julio de 1943      | 7 de diciembre de 1943   | 7 de mayo de 1944         | Torpedeada y hundida al sur del cabo Race en 46°3′N 52°24′O / 46.050, -52.400 por el U-548 (Clase IXC/40) el 7 de mayo de 1944. 125 fallecidos y 38 supervivientes rescatados por la fragata HMCS Giffard (K402)                                                            |
| HMCS Victoriaville       | K684    | G. T. Davie, Lauzon                             | 2 de diciembre de 1943   | 23 de junio de 1944      | 11 de noviembre de 1944  | 17 de noviembre de 1945   | Mantenida en reserva. Reactivada en la clase Prestonian como HMCS Victoriaville (FFE 320) el 25 de septiembre de 1959 |
| HMCS Waskesiu            | K330    | Yarrows Ltd., Esquimalt                         | 2 de mayo de 1942        | 3 de abril de 1943       | 16 de junio de 1943      | 29 de enero de 1946       | Transferida a la India como Hooghly (K330) en 1950 |
| HMCS Wentworth           | K331    | Yarrows Ltd., Esquimalt                         | 11 de noviembre de 1942  | 6 de marzo de 1943       | 7 de diciembre de 1943   | 10 de octubre de 1945     | |
| HMCS Westbury            |         | Davie Shipbuilding & Repairing Co. Ltd., Lauzon |                          |                          |                          |                           | Cancelada en diciembre de 1943 |
| HMCS Westville           |         | Davie Shipbuilding & Repairing Co. Ltd., Lauzon |                          |                          |                          |                           | Cancelada en diciembre de 1943 |
| HMCS Wulastock           |         | Yarrows Ltd., Esquimalt                         |                          |                          |                          |                           | Cancelada en diciembre de 1943 |

### Francia

#### Fuerzas Navales de la Francia Libre
| Buque             | Nombre anterior     | Transferida           | Retirada           | Destino |
| ----------------- | ------------------- | --------------------- | ------------------ | --- |
| Croix de Lorraine | HMS Strule (K258)   | 1 de octubre de 1944  | septiembre de 1961 | |
| L'Aventure        | HMS Braid (K263)    | 21 de enero de 1944   | 1964               | |
| L'Escarmouche     | HMS Frome (K267)    | 3 de marzo de 1944    | 1960               | |
| La Découverte     | HMS Windrush (K370) | febrero de 1944       | 1959               | Renombrada Lucifer en 1967 y usada como barco escuela de la Escuela Francesa de Seguridad Naval en Querqueville. Desguazada en ese puerto entre junio y octubre de 2009 |
| La Surprise       | HMS Torridge (K292) | 1944                  | 1964               | Transferida a la Marina Real de Marruecos como yate real Al Maouna |
| Tonkinois         | HMS Moyola (K260)   | 15 de octubre de 1944 | 1961               | Desactivada en 1953; rebautizada La Confiance |

### Países Bajos

#### Armada Real de los Países Bajos
| Buque                    | Nombre anterior   | Transferida | Retirada |                                                                          |
| ------------------------ | ----------------- | ----------- | -------- | ------------------------------------------------------------------------ |
| Johan Maurits van Nassau | HMS Ribble (K251) |             | 1960     | Transferida durante su construcción a la Armada Real de los Países Bajos |

### Sudáfrica

#### Fuerza de Defensa Marítima
| Buque        | Nombre anterior   | Transferida         | Retirada |                                    |
| ------------ | ----------------- | ------------------- | -------- | ---------------------------------- |
| HMSAS Swale  | HMS Swale (K217)  | 26 de julio de 1945 |          | Devueltas a la RN en enero de 1946 |
| HMSAS Teviot | HMS Teviot (K222) | 10 de junio de 1945 |          | Devueltas a la RN en enero de 1946 |

### Estados Unidos

#### Armada de los Estados Unidos
| Buque         | Numeral | Nombre anterior  | Transferida            | Retirada            | |
| ------------- | ------- | ---------------- | ---------------------- | ------------------- | --- |
| USS Asheville | PF-1    | HMS Adur (K296)  | 1 de diciembre de 1942 | 14 de enero de 1946 | Transferida a Argentina como ARA Hércules (P-31)                                                                                  |
| USS Natchez   | PF-2    | HMS Annan (K297) | 20 de julio de 1942    | 14 de enero de 1946 | Transferida como PG-102 desde la RCN durante su construcción. Transferida a la República Dominicana como Juan Pablo Duarte (F102) |

## Buques perdidos en acción
| Barco                   | Fecha                    | Acción |
| ----------------------- | ------------------------ | --- |
| HMS Cam (K264)          | 18 de julio de 1944      | Probablemente minada. Remolcada a puerto y declarada pérdida total |
| HMCS Chebogue (K317)    | 4 de octubre de 1944     | Torpedeada y dañada por el U-1227 mientras escoltaba al convoy ONS 33. Remolcada a puerto y declarada pérdida total                                                                  |
| HMS Cuckmere (K299)     | 11 de diciembre de 1943  | Torpedeada y dañada por el U-223 frente a Argelia, en 36°55′N 3°1′E / 36.917, 3.017. 16 tripulantes fallecidos. Declarada pérdida total. Devuelta a la USN el 6 de noviembre de 1946 |
| HMS Itchen (K227)       | 23 de septiembre de 1943 | Torpedeada y hundida por el U-666 en 53°52′N 39°42′O / 53.867, -39.700. 227 muertos, incluyendo los supervivientes recatados del HMCS St. Croix                                      |
| HMS Lagan (K259)        | 20 de septiembre de 1943 | Torpedeada y dañada por el U-270 mientras daba escolta al convoy ON 202 en 57°09′N 27°28′O / 57.150, -27.467. Remolcada a puerto y declarada pérdida total                           |
| HMCS Magog (K673)       | 14 de octubre de 1944    | Torpedeada y dañada por el U-1223 en el golfo de San Lorenzo mientras escoltaba al convoy ONS 33G. Remolcada a puerto y declarada pérdida total                                      |
| HMS Mourne (K261)       | 15 de junio de 1944      | Torpedeada y hundida por el U-767 en el Canal de la Mancha, en 49°35′N 5°30′O / 49.583, -5.500                                                                                       |
| HMCS Teme (K458)        | 29 de marzo de 1945      | Torpedeada y dañada por el U-315 cerca del cabo Land's End (Reino Unido), con pérdida de 18 m de su popa. Remolcada a Falmouth y declarada pérdida total                             |
| HMS Tweed (K250)        | 7 de enero de 1944       | Torpedeada y hundida por el U-305 en 48°18′N 21°19′O / 48.300, -21.317. Supervivientes rescatados por la HMS Nene (K270)                                                             |
| HMCS Valleyfield (K329) | 7 de mayo de 1944        | Torpedeada y hundida por el U-548 en 46°3′N 52°24′O / 46.050, -52.400. 125 fallecidos y 38 supervivientes rescatados por la fragata HMCS Giffard (K402)                              |

## Supervivientes
- La HMAS Diamantine está conservada en el Museo Marítimo de Queensland.
- La HMCS Stormont, que sirvió como escolta de convoyes y estuvo presente en el desembarco de Normandía (Día D), fue comprada a precio de chatarra por el armador griego Aristóteles Onassis y convertida en el yate de lujo Christina (luego Argo). En la actualidad, rebautizado Chistina O, es propiedad de John Paul Nicolaou que lo alquila para viajes chárter y cruceros de lujo.
- La SLNS Gajabahu entrada en servicio como HMCS  Hallowell. Con este nombre realizó misiones de escolta de convoyes. Posteriormente fue transferida a la Armada israelí con el nombre de Miznak, siendo vendida a la Armada Real de Ceilán (hoy Armada de Sri Lanka). Retirada del servicio activo en 1980, es empleada como buque escuela.
- La UBS Mayu, entrada en servicio como HMS  Fal. se conserva en Seikkyi (Myanmar).

## En la ficción
- La HMS Saltash es una fragata ficticia de esta clase en la que transcurre parte de la obra Mar cruel del autor británico Nicholas Monsarrat. En la versión cinematográfica, protagonizada por Jack Hawkins, el barco se llama HMS Saltash Castle siendo representada por la corbeta HMS Portchester Castle.
- La HMCS Glasgow interpreta a la HMS Rockhampton en la película de 1955 El zorro de los océanos (The Sea Chase) interpretada por John Wayne y Lana Turner. Acababa de terminar las obras de modernización como una mejora de la clase Prestonian tras diez años en la reserva.
- La HMS Nairn es una unidad ficticia de esta clase en la novela Ulysses de Alistair MacLean.